# Aenictus nishimurai
Aenictus nishimurai é uma espécie de formiga do gênero Aenictus.